# Tu Xiao
Tu Xiao, né le 19 août 1988, est un gymnaste trampoliniste chinois qui représente son pays dans les compétitions internationales.
Tu Xiao a remporté la médaille d'or aux championnats du monde de trampoline 2014 à Daytona Beach et la médaille d'argent aux Jeux asiatiques de 2014 à Incheon en Corée du Sud. En 2015, il est classé deuxième dans les Gymnastics - Trampoline World Ranking. Il a participé à d'autres championnats du monde dont les Championnats du monde de trampoline 2015, où il a remporté une médaille d'or en trampoline synchronisé et une médaille d'argent par équipe,.
Il a remporté à deux reprises avec Dong Dong la médaille d'or en trampoline synchronisé aux Jeux mondiaux : en 2013 à Cali (Colombie) et en en 2017 Wrocław (Pologne).